# まくびー
株式会社まくびーは、2005年に設立されたベンチャー企業で、ホームページ制作やWebマーケティング分野のIT企業である。
インターネット上での広告事業の他にも、ゴルフ場での物販商社や美容サロンの運営など、ネットとリアルサービスを融合させた新しいビジネスに力を入れている。

## 略歴
- 2005年8月23日、松本将和を発起人として株式会社まくびーを設立
- 2007年2月、芸能プロダクション事業部を設立。
- 2010年1月、芸能プロダクション部門を「株式会社まくびープロ」として会社分割
- 2016年1月、「株式会社まくびープロ」を「株式会社Macbee Hollywood Entertainment」に社名変更
- 2018年4月、Macbee Hollywood Entertainmentの事業を「インフィニア」に移管。

## 2018年4月時点の所属

### タレント
女性
- 長尾麻由
- 鈴木ミミ
- 桜井よつば
- 水村リア（業務提携、所属：プリッツコーポレーション）
- 藤井真智子（業務提携）

男性
- 合田将司
- 相沢益成
- YUJIN

### 文化人
- 渋井哲也
- 枡野浩一

## かつて所属していたタレント
- 青山めぐ（現所属：プラチナムプロダクション）
- 山本彩乃（現所属：マウスプロモーション）
- 藤崎ルキノ（現所属：月の石）
- 田中杏里（フリー）
- 田口真弓（株式会社TwinStars代表取締役）
- 依田彩香
- 小林まな美
- 桜井綾美（アフィリア・サーガ・イースト　アヤミ・チェルシー・スノウ）
- 末吉幸乃（ドクモカフェ）
- 七海京香
- 前田杏里
- 山崎茉里
- AYAMI
- 青山智美
- 石田美里
- 石堂優紀
- 神咲みゆ（フリー）
- 滝沢乃南（引退）
- 日野礼香（業務提携、所属：プリッツコーポレーション）（引退）
- 吉永実夏（引退）
- 大筋由里桂（引退）
- 木下安奈（引退）
- 水谷真依子（引退）
- 石塚つきみ（引退）